# SMS Breslau
Az SMS Breslau a Császári Haditengerészet egyik Magdeburg-osztályú könnyűcirkálója – korabeli német megjelöléssel kiscirkálója – volt. Testvérhajói a Magdeburg, a Stralsund és a Straßburg voltak. Szolgálatba állítását követően hamar a Goeben csatacirkálóval együtt Balkán-háborúk miatt újonnan felállított Földközi-tengeri Divízióhoz (Mittelmeerdivision) vezényelték át. A háború kezdetén lövette az algériai Bône kikötőjét, majd a csatacirkálóval együtt az elfogásukra küldött brit hajókat kikerülve Isztambulba hajózott. A két német hadihajó 1914. augusztus 16-án egy fiktív adásvételi szerződés keretében török tulajdonba került. 1914 októberében részt vett az orosz kikötők lövetésében, ami kiváltotta az orosz hadüzenetet Törökországnak. 
A Breslau török szolgálatban a Midilli, a Goeben a Yavûz Sultân Selîm nevet kapta, de a német legénységüket továbbra is megtartották. A németek és az antant-hatalmak ezt követően is eredeti nevük alapján hivatkoztak rájuk. A háború alatt intenzíven alkalmazták főként a Fekete-tengeren. Fő feladatai közé tartozott aknamezők létesítése az orosz partok mentén, ellenséges kikötők lövetése valamint – török kereskedelmi hajók hiányában – a csapat- és ellátmányszállítás a kaukázusi frontra. Orosz hadihajók több alkalommal könnyebben megrongálták, de a legsúlyosabb károsodást 1915-ben egy akna okozta benne, ami miatt fél éven át szolgálaton kívül volt. 1918 januárjában a Dardanellák előtti imbroszi csata során aknamezőre tévedt és számos aknatalálat után a legénységének nagy részével együtt odaveszett.

## Technikai adatok
A Breslau teljes hossza 138,7 m, szélessége 13,5 m, merülése a hajóorrnál 4,4 m, normál vízkiszorítása 4564 t, teljes terheléssel 5281 t volt. Meghajtásáról két pár AEG-Vulcan gőzturbina gondoskodott, melyek négy darab 2,47 m átmérőjű hajócsavart forgattak meg. A hajtóművek tervezett teljesítménye 25 000 LE volt, de szolgálatba állítása után elérte a 33 482 LE-t is. A turbináknak a gőzt 16 darab Marine-típusú széntüzelésű gőzkazán szolgáltatta, melyeket később úgy alakítottak át, hogy olajt lehessen fecskendezni a szénre, így fokozva az égést. A cirkáló végsebessége 27,5 csomó volt. A bunkereiben 1200 t szénnek illetve az átalakítások után még 106 t fűtőolajnak volt hely és ezzel az üzemanyagkészlettel 5820 tmf (10 780 km) volt a hatótávolsága 12 csomós utazósebesség mellett. A fedélzetén 18 tiszt és 336 sorállományú teljesített szolgálatot.
Fő fegyverzete 12 darab 10,5 cm kaliberű, 45-ös kaliberhosszúságú gyorstüzelő ágyúból (10,5 cm SK L/45) állt, melyeket külön lövegtalpakon helyeztek el, hatot-hatot a hajó két oldalán. A maximális 30°-os csőemelkedés mellett 12 700 m volt a lőtávolságuk. A lőszerkészlethez 1800 lövedék tartozott, 150 jutott minden egyes ágyúra. 1917-re ezeket a lövegeket 15 cm-esekre cserélték, melyek közül egy-egy volt a hajóorron és a taton a középvonal mentén elhelyezve, míg három-három a hajó két oldalán kapott helyet. A cirkáló rendelkezett még két, oldalt a víz alatt elhelyezett 50 cm-es torpedóvető csővel is, melyekhez öt torpedót szállított magával. Emellett képes volt 120 akna szállítására is. 
A Magdeburg-osztály cirkálói voltak a Kaiserliche Marine első olyan egységei, melyeket nem láttak el döfőorral. Ehelyett ún. cirkálóhajóorral (Kreuzerbug) rendelkeztek, mely csaknem függöleges kialakítású volt. Emellett ezek voltak az első könnyűcirkálók, melyeket övpáncélzattal láttak el, ami a cirkáló hajótestét hosszának 80%-ában borította. Ezt azonban a fedélzetet borító páncélzat rovására tudták elérni, mely így csak 40 mm vastag lett. A parancsnoki torony 100 mm-es páncélzatot kapott.

## Szolgálata

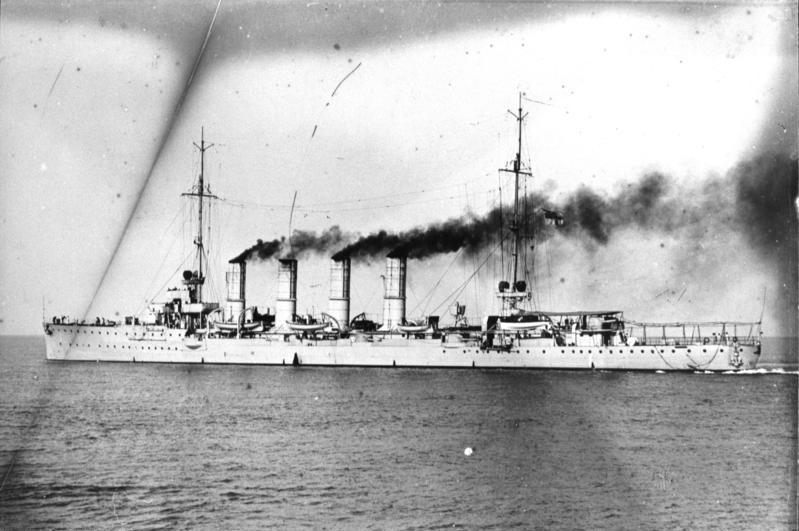
A Breslau még a háború előtt

### Békeidőben
A hajó gerincét 1910-ben fektették le az AG Vulcan Stettinben lévő gyárában a kiöregedett Falke cirkáló pótlására. 1911 május 16-án bocsátották vízre és Breslau város polgármestere végezte a hajó keresztelését. A felszerelése 1912 közepéig tartott, majd 1913. augusztus 20-án a Nyílttengeri Flotta állományába került. Már a próbajáratai során a Hohenzollern császári jacht kísérőhajója volt a Kieler Woche és a császár ezt követő, augusztus 23-ig tartó északi útja során. A próbajáratok végeztével a császár kísérőhajója volt a Nyílttengeri Flotta szeptemberben megtartott őszi hadgyakorlata során, majd szeptember 26-án a felderítőerőkhöz (Aufklärungsstreitkräften) csatlakozott.
Alig több mint egy hónap után, november 3-án már át is helyezték a Konrad Trummler ellentengernagy, az I. csatahajóraj eddigi parancsnokának irányításával újra felállított Földközi-tengeri Divízióhoz (a Mittelmeerdivisionhoz) a Goeben  csatacirkálóval együtt. Ezt a divíziót azért hozták ismét létre, mert a haditengerészet úgy ítélte meg, hogy az 1912-től vívott Balkán-háborúk miatt szükség van Németország katonai jelenlétére a térségben. Karl Dönitz, a későbbi főtengernagy (Großadmiral) 1912 és 1916 között teljesített szolgálatot a Breslau fedélzetén. A szükséges felszerelések Kielben való felvétele után 1912. november 5-én hagyta el Wilhelmshavent és november 13-án ért Máltára. A divízióhoz ekkor négy másik hajó tartozott ekkor: a Geier könnyűcirkáló, a Hertha és a Vineta iskolahajók és az Isztambulban állomáshajóként horgonyzó Loreley felfegyverzett jacht. Míg a zászlóshajóként funkcionáló Goeben Isztambulba ment, addig a Breslau Alexandriába hajózott, ahol a Herthával és a Geierrel találkozott. Ezt követően az Égei-tenger több szigetét is felkereste, végül pedig Isztambulba hajózott. I. György görög király meggyilkolása után 1913. március 25-én Brindisiben a fedélzetére vette Ernő Ágost braunschweigi herceget, a császár későbbi vejét, majd Korfun Henrik herceget, Vilmos császár öccsét, hogy a görög király temetésére elvigye őket.
1913. április 10-ét követően részt vett a Montenegró partjai előtti nemzetközi blokádban. A nemzetközi fellépésnek célja volt az is, hogy Montenegrót megakadályozza Szkutari megszállásában, mely város Albániához kellett kerüljön. A Breslauról 100 embert szállított fel egy olasz gőzös a Buna folyón Szkutariba. A nemzetközi bizottságban lezajlott hosszú vita végén májusban a Breslau parancsnokát, Leberecht von Klitzing fregattkapitányt nevezték ki polgári biztosnak a törökök által kiürített területen. A Breslau Wilfried von Loewenfeld sorhajóhadnagy megbízott parancsnoksága alatt június 30-án Pólában fedélzetére vette és a montenegrói partokhoz vitte a tengerészgyalogos-zászlóaljakból összeállított Szkutari-különítményt, majd miután ezekkel leváltották őket, július 6-án fedélzetére vette a saját legénységéből kikülönített 100 fős csoportot. Szkutari előtt a Geier váltotta le, innen a Breslau 1913. augusztus 6-10. között Isztambulba hajózott és egészen október 27-ig itt is maradt. A szilvesztert az olasz Messinában töltötte.
1914 januárjában ismét a Buna torkolatához rendelték, majd ezt követően Triesztben hajtottak rajta végre átfogó javításokat, ami március 18-ig eltartott. A Goebennel, mely 1913 októbere óta a Mittelmeerdivision parancsnokává kinevezett Wilhelm Souchon tengernagy zászlóshajója volt, kísérte együtt 1914. március 27-től a Hohenzollern császári yachtot Velencéből Korfura. Május 4-én a két hadihajó különvált és a Breslau ezután ismét az Égei-tengeren őrjáratozott. Június 5-én Alexandriában találkozott ismét a Goebennel és kapott parancsot az albániai helyzet szemmel tartására, ahol Vilmos wiedi herceget választották meg fejedelemnek. Június 20-át követően Durazzo előtt horgonyzott és a legénységéből egy tízfős csoportot a konzul védelmére rendelt. 
1914. július 8-án ismét találkozott a Goebennel Korfu előtt, ahol Souchon tengernagy megvitatta a helyzetet a parancsnokaival és egyeztettek a teendőkről arra az esetre, ha a szarajevói merénylet után háború törne ki. Augusztus 1-én a Breslau a szárazföldre vezényelt katonáit ismét fedélzetére vette. Egy másik Szkutariban állomásozó német tengerészgyalogos különítmény a zászlóaljnyi nagyságú osztrák-magyar különítménnyel együtt 1914. augusztus 4-6. között gyalogosan tette meg az utat San Giovanni di Meduáig, ahol az osztrák-magyar Sophie von Hohenburg gőzhajó mindkét egységet még aznap a montenegrói Castelnuovóba szállította. A Breslau megegyezés szerint előbb Brindisibe hajózott, hogy az ide tartó Goeben számára a szenelést előkészítse. A helyi német konzul támogatására és a csatacirkáló szénvételezésének előkészületeinek megszervezésére a cirkáló egyik legfiatalabb tisztjét, Karl Dönitz korvetthadnagyot (Leutnant zur See) hagyták hátra, majd a Breslau továbbhajózott Messinába, ahova augusztus 2-án a Goeben is megérkezett. Dönitz itt ismét visszatért a könnyűcirkáló fedélzetére.

### Első világháború

#### Áttörés a Dardanellákhoz
Az első világháború kitörésekor a Breslau és a Goeben előzetesen meghatározott feladata az Algériából Franciaországba tartó csapatszállítmányok zavarása volt. 1914. augusztus 3-án Souchon hajói kifutottak Messinából és Szicíliától északra haladva Algéria felé tartottak, hogy támadást intézzenek Bône és Philippeville kikötői ellen. Breslau 06:00 Bône-t támadta egy rövid tűzcsapással. Mindkét kikötőt csak kisebb károk érték és Souchon hamar visszaindult Messinába, hogy kiegészítse hajói szénkészleteit. Habár Nagy-Britannia nem állt hadban Németországgal, az Indomitable és az Indefatigable csatacirkálók a nyomukba szegődve megpróbálták szemmel tartani őket. A német hajók sebességét azonban nem tudták tartani és pár óra alatt szem elől veszítették őket és így zavartalanul térhettek vissza Messinába. Miután részben feltöltötték a Goeben szénraktárait augusztus 5-én, Souchon az Égei-tengerre kért egy szénszállítót. A két német hadihajó másnap reggel elhagyta Messinát déli irányban és előbb megtévesztésül az Adriai-tenger felé vették az irányt, majd az éjszaka folyamán északkeletiről délkeleti irányra váltottak, hogy az Égei-tengeren át Isztambul felé folytassák az útjukat, ahova még az algériai kikötők elleni támadás előtt rendelte őket az Admiralstab. E manőverezés révén sikerült megtéveszteniük az éjszaka folyamán elfogásukra készülő Ernest Troubridge ellentengernagy vezette 1. cirkálórajt, aki nem mert felvállalni egy nappali összecsapást a négy páncélos cirkálójával a Goeben ellen.

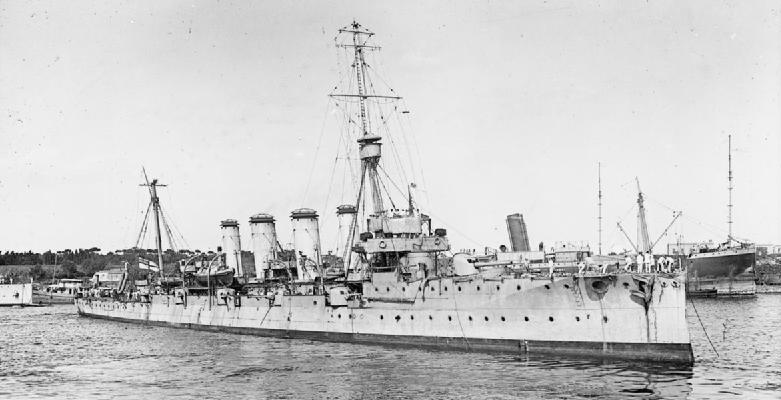
A brit Gloucester könnyűcirkáló

A Troubridge cirkálóraja számára felderítést végző Gloucester könnyűcirkáló továbbra is szemmel tartotta a német hadihajókat, hogy megállapíthassa az úti céljukat. A Breslau a Goeben mögött helyezkedett és attól leszakadva igyekezett úgy manőverezni, hogy a Gloucestert távol tartsa tőle és idővel szem elől veszítse.  Miután nem sikerült leráznia az őket árnyként követő brit cirkálót, Kettner fregattkapitány engedélyt kért a tűz megnyitására Souchon tengernagytól, aki azonban ezt megtagadta tőle, mivel az égei szigetek között kívánt csapdát állítani a Gloucesternek. 13:35-kor a két könnyűcirkáló között a távolság már csak 11 000 yard (10 km) volt és a britek számára a Goeben csaknem teljesen eltűnt a láthatáron. Ezt megakadályozandó a Gloucester harcra igyekezett bírni a Breslaut, amire a brit parancsnok, Howard Kelly kapitány így emlékezett vissza:
…Parancsot adtam a legelső 6 hüvelykes ágyúnak, az egyetlennek, mely bírta a távolságot, a tűz megnyitására, hogy ezzel a Goebenhez való közelítésre késztessem, természetesen azt gondolván, hogy a 4 hüvelykes ágyúi nem érhetnek el minket ebből a távolságból. Nagyon hamar rájöttem, hogy ez tévedés volt, mivel a jobb oldalát mutató Breslau azonnal két lövést adott le a távolság belövéséhez, majd sortüzeket kezdett lőni, melyek elég közel értek le hozzánk. Azonnal kitérő manőverbe kezdtünk a sérülések elkerülése érdekében és hogy minden ágyúnkkal lőni tudjunk és eközben folyamatosan tüzeltünk, miközben az ő sortüzei egyre közelebb csapódtak be hozzánk. Két gyönyörű, öt lövedékes sortüzet hullajtott mellénk, az egyik 30 yarddal volt rövid, a másik 50 yarddal volt hosszú, a sortüzek tökéletes vonalban érkeztek le és mind együtt ültek. Csodálatos volt a kalibrálásuk és a mi sztenderdjeink szerint az ő ágyúik egyáltalán nem lőhettek volna el ekkora távolságra…
A Gloucester bal oldali sortüzeket lőtt, miközben a távolban a Goeben visszafordult, hogy kisegítse a kísérőjét. A britek arról számoltak be, hogy a harcba a Goeben is beszállt, de valójában nem nyitott tüzet. Ezzel sikerült ugyan elérnie a Gloucesternek, hogy a két német hajó közelítsen egymáshoz és így a Goebent továbbra is szemmel tarthatta, azonban 13:47-kor Milne tengernagy rádióüzenetben megtiltotta számára, hogy a Matapan-fokon túlra menjen. Az összecsapásban a Breslaut egy találat érte a vízvonalon, de a lövedék nem okozott kárt. A brit cirkáló nem szenvedett el találatot, csak két csónakját veszítette el, melyeket a saját torkolattüzeinek lökéshulláma taszított a vízbe.
Augusztus 8-án a Goeben és a Breslau a Náxosztól keletre lévő Donousza sziget öblében találkoztak az eléjük kirendelt szénszállítóval, majd innen továbbhajózva két nappal később elérték a Dardanellákat. Törökország a háborúban semlegességét deklarálva nem engedhette meg a német hadihajóknak a vizein való állomásozást, ezért a vonatkozó szabályok kijátszásának érdekében augusztus 16-án bejelentették azok megvásárlását. Az adásvételi szerződés valójában azonban fiktív volt. Szeptember 23-án Souchon tengernagy lett a török hadiflotta főparancsnoka. A Breslau török szolgálatban a Midilli, a Goeben a Yavûz Sultân Selîm nevet kapta. A német legénység azonban továbbra is a fedélzetén maradt, mindössze török egyenruhát és fezt viseltek. A britek nem ismerték el a hajók török kézbe kerülését és hadihajóik folyamatosan szemmel tartották a Dardanellákat azzal a paranccsal, hogy intézzenek a két német hajó ellen támadást amint előbukkannának a tengerszorosból, tekintet nélkül arra, milyen zászló alatt hajóznak.

#### Török szolgálatban

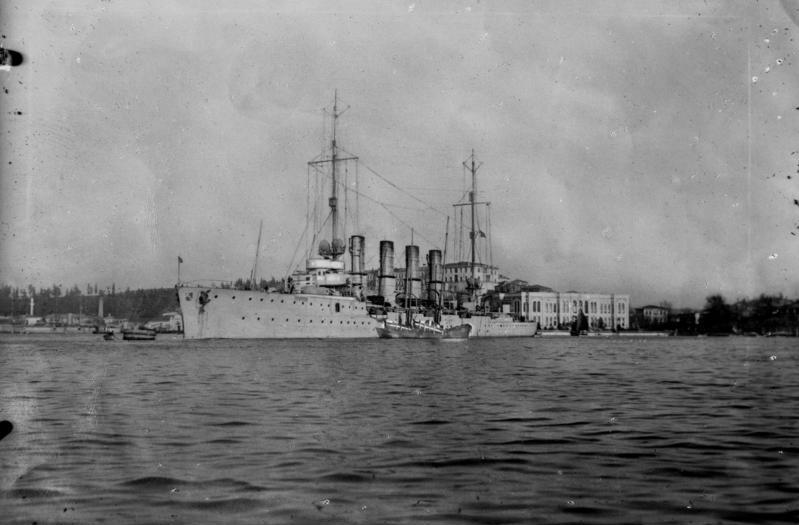
A Breslau török zászló alatt, Midilli névvel

##### 1914

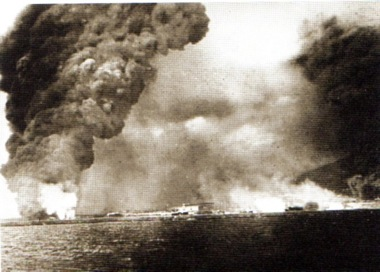
Lángokban álló olajtározók Novorosszijszkban a Breslau támadása után

1914. október 27-ike estéjén a Breslau a török flottával elhagyta a Boszporuszt és kihajózott a Fekete-tengerre hadgyakorlatok végrehajtása címén. A flotta négy részre vált szét és a Fekete-tenger túlsó partján orosz kikötők ellen hajtottak végre támadásokat. (Lásd: A fekete-tengeri orosz kikötők török lövetése) A Breslau a Kercsi-szoros elaknásítását és Novorosszijszk lövetését kapta feladatul, amit a Berk-i Satvet cirkáló társaságában kellett végrehajtania. A szorosba 60 aknát telepített, amin később két orosz kereskedelmi hajó veszett oda, majd a másik cirkálóval lövették Novorosszijszkot. Tüzükkel felgyújtották a kikötő olajtározóit, megrongáltak hét kereskedelmi hajót és egyet, az 1085 BRT hajóterű Nyikolajt elsüllyesztették. Habár az okozott károk relatíve csekélyek voltak, a provokatív támadás magával vonta Oroszország hadüzenetét Törökországnak.
1914 novemberének elején, miközben a Fekete-tenger keleti részén a török hajóforgalmat biztosította, az orosz Poti kikötőjének lövetésével bízták meg, megtorlandó az oroszok török hajózás elleni támadásait. November 17-én Souchon a Goebennel (Yavûz Sultân Selîmmel) és a Breslauval kifutott a Trabzon ellen támadásból Szevasztopolba visszatérőben lévő orosz Fekete-tengeri Flotta elfogására. Az oroszokkal a Krím-félsziget déli részén lévő Szarics-fok közelében futottak össze a nagy köd miatt rossz látási viszonyok mellett. A Szarics-foki csata során az ellenséget elsőként észlelő könnyűcirkálót Souchon hátra rendelte, hogy biztonságban legyen az orosz pre-dreadnought csatahajók tüze elől, de a Tri Szvjatyitelja és Rosztyiszlav csatahajók így is tűz alá vették. Közel negyedórányi harc után Souchon elszakadásra adott utasítást a hajóinak a túlerőben lévő ellenségtől. A Breslau sértetlenül vészelte át a lövetését, míg a Goeben egy találatot szenvedett el. A könnyűcirkáló a hónap hátralévő részében a Trabzonba tartó hajóforgalmat biztosította. December 5-én egy kisebb partraszálló csapatszállítmányt kísért el a besszarábiai Akkermanhoz, ahol a kommandónak vasúti létesítményeket kellett támadnia. A visszaúton lövette Szevasztopolt, megrongálva néhány lehorgonyozva álló aknakereső hajót.
Egy hónappal később, december 23-án Szinopé előtt találkozott a Goebennel és együtt továbbhaladva másnap a hajnali sötétségben összefutottak az Oleg gőzhajóval, amit az oroszok Zonguldak előtt akartak elsüllyeszteni, hogy lezárják vele a kikötő bejáratát. A Breslau gyorsan elsüllyesztette a gőzhajót, de ezután gyorsan ki kellett térnie a felbukkanó Rosztyiszlav csatahajó elől, majd egy másik torlaszhajóba, az Athos-ba botlott, melynek legénységét a hajó elsüllyesztésére kényszerítette. Ezután rövid tűzharcot vívott orosz rombolókkal, mielőtt az orosz flotta elé hajózva megfigyelte annak mozgását. A török partvédelmi tüzérség lövegei a megmaradt orosz torlaszhajókat mély vízben való önelsüllyesztésre kényszerítették.

##### 1915

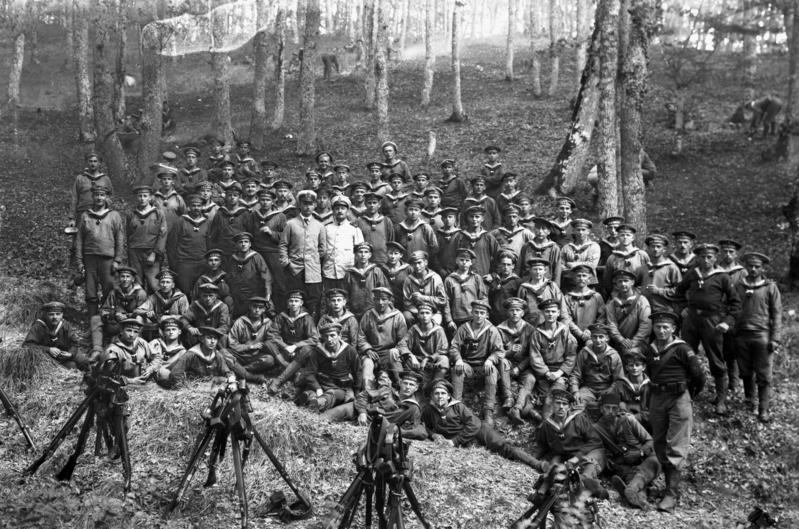
A Breslau (Midilli) tengerészei a Dardanellák ostroma idején

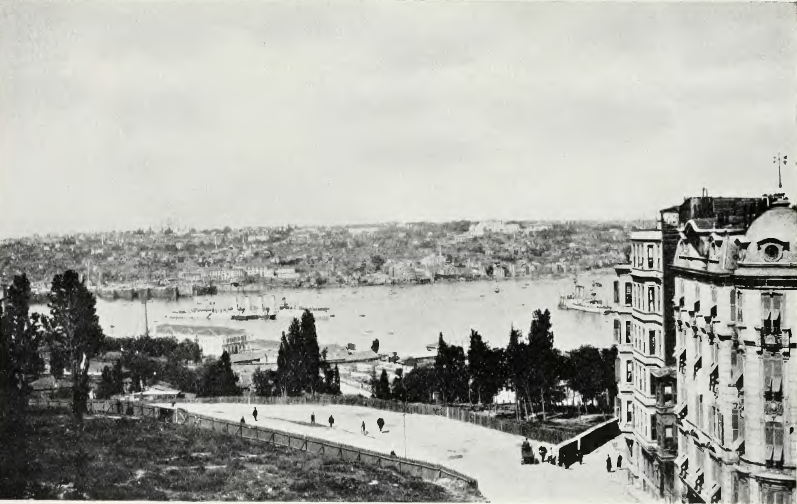
A Breslau az Aranyszarv-öbölben, tőle jobbra a Barbaros Hayreddin csatahajó (1915)

A Breslau 1915 elején egy sor bevetésen vett részt a Fekete-tengeren, közte egy a Hamidije cirkálóval közösen végrehajtott hadműveletben január folyamán, melynek során belebotlottak az orosz Fekete-tengeri Flottába. A Breslau egy lövedéke eltalálta a Jevsztafij csatahajó egyik fő lövegtornyát még mielőtt kitértek volna az ellenség elől.
Április 3-án a török flotta kihajózott, hogy Odessza előtt támadjon orosz csapatszállítmányokat. A Breslau és a Goeben látta volna el a támadó erők biztosítását, azonban a hadművelet meghiúsult miután a Mecidije cirkáló Odessza előtt aknára futott és elsüllyedt. Az orosz flotta megpróbálta elfogni a török köteléket, de a Breslau és a Goeben sértetlenül el tudott menekülni. A két német építésű hajó a Hamidije társaságában május 6-án orosz szállítmányok után kutatott, de nem találtak célpontokat. Később a hónap folyamán a Breslau és a Goeben gyalogos katonákat szállított a Dardanellákhoz a félsziget védelmének megerősítésére. Június 10-11-ének éjjelén a Breslau összetalálkozott a Gyerzkij és Gnyevnij orosz rombolókkal Zonguldak előtt. A rövid tűzharcban a Breslau egyik lövedéke eltalálta a Gnyevnij jobb oldali hajtóművét és eltörte a hajtómű fő gőzvezetékét, megbénítva ezzel a rombolót, de a Gnyevnij által kilőtt öt torpedó elől kitérni kényszerült. A Breslau hét találatot kapott a tűzharc során, melyek csak kisebb károkat okoztak benne. A Gynevnijt másnap a Gyerzkij visszavontatta Szevasztopolba.
A Breslau július 18-án Isztambulból kísért ki egy kereskedelmi hajót a fővárost védő aknamezőn, mikor aknára futott. A robbanás a 4-es számú kazánterem alatt történt és nyolc emberrel végzett. A hajótestbe 600 t víz tört be. Ezt követően az Isztambul melletti İstinye kikötőjébe hajózott, ahol egy vizsgálóbizottság megállapította, hogy nem szenvedett súlyos károkat. Mivel azonban nem álltak rendelkezésre megfelelően kiképzett szakemberek és anyagok, ezért a javítási munkálatok hosszú időt vettek igénybe.

##### 1916

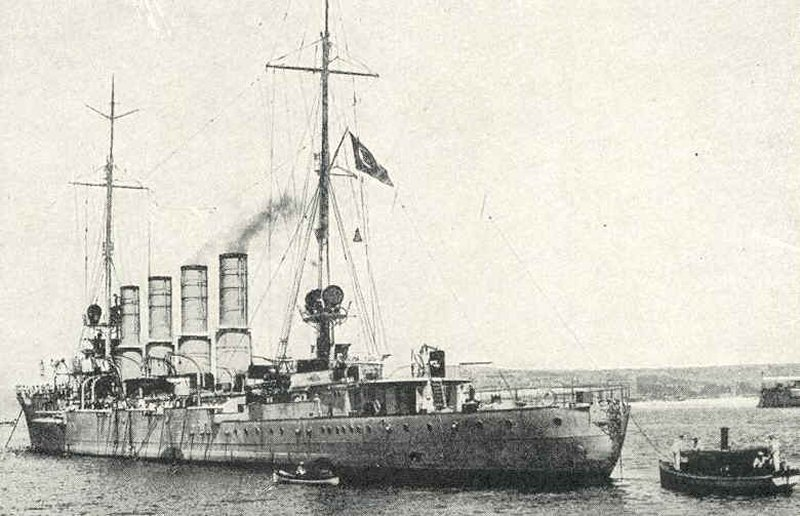
A cirkáló török zászló alatt lehorgonyozva

A cirkáló 1916 februárjáig nem állt ismét szolgálatba. A hosszadalmas javítás időszakát felhasználták arra, hogy a 10,5 cm-es ágyúit 15 cm-esekre cseréljék. Február 27-én egy 71 fős géppuskás-század valamint jelentős mennyiségű ellátmány és lőszer gyors Trabzonba juttatását kapta feladatul, mely várost ekkor az orosz seregek szorongattak. Február 28-ának éjszakáján összefutott az Pronzityelnij és Beszpokojnij orosz rombolókkal, melyeket kikerülve ért Trabzonba. Március 2-án megpróbált támadást intézni két romboló ellen Zonguldaktól északra, de nem tudta beérni őket. Ezután visszatért a Boszporuszhoz. Március 11-én ismét csapatokat szállított, ezúttal 211 katonát továbbá 12 hordó üzemanyagot és kenőolajt. A szállítmányokat két nappal később sikeresen célba juttatta. Ezután megállt Samsunban, ahol 30 t lisztet, 1 t kukoricát és 30 t szenet fel, mielőtt visszatért volna a Boszporuszhoz.
Egy harmadik csapatszállítási feladatra április 3-án került sor, mikor 107 katonát, 5000 karabélyt és 794 rekesz lőszert szállított Trabzonba. Ennek teljesítése után találkozott az U 33 jelű német tengeralattjáróval és az orosz erők ellen folytatta útját. A Sürmene-öbölben lőtte az orosz állásokat, ahol lángba borította a T.233 jelű aknakeresőt, amit azután az U 33 süllyesztett el a fedélzeti ágyújával. A könnyűcirkáló ezután északnak fordult és Tuapsze előtt elsüllyesztett egy vitorlást mielőtt még belefutott volna az Imperatrica Jekatyerina Velikaja dreadnought csatahajóba. Miután a csatahajó lövedékeivel több alkalommal is villába fogta, nagy sebességgel menekült el a szorult helyzetéből és sértetlenül sikerült visszatérnie a bázisára.
Május elején két aknamezőt  létesített, 60-60 akna felhasználásával. Az elsőt a Duna torkolatának Chilia ága előtt, a másikat a krími Tarhankut-fok előtt. Ez utóbbi alkalommal az aknák telepítését követően lőtte Jevpatorija kikötőjét. Május 30-án újabb csapatokat vitt Szinopéba és Samsunba, míg visszatérőben gabonát és dohányt szállított.
Júliusban a Breslau és a Goeben a Trabzonnál végrehajtott török offenzívát támogatta. A támadó hadművelet során a török csapatok áttörték az orosz vonalakat és 20 km-t haladtak előre. A Breslau július 4-én Szocsi előtt két orosz hajót elsüllyesztett és egy harmadikat is, mely előtte nap már torpedótalálatot szenvedett. Ezután csatlakozott a Goebenhez a Boszporuszhoz vezető úton, miközben az elfogásukra küldött erős orosz kötelékeket kerültek ki. Július 21-én a Breslau Novorosszijszk előtt próbált meg aknamezőt telepíteni, de az oroszok elfogták és dekódolták a rádióüzeneteit, így az Imperatrica Marija dreadnought csatahajót és több rombolót kiküldhették azzal a céllal, hogy elvágják a Boszporusztól. A két hajó 13:05-kor találkozott egymással, mire a Breslau gyorsan visszafordult déli irányba. A tatlövege az orosz rombolókat távol tartotta, de a csatahajó lövegeinek hatósugarából csak nagy nehezen tudott kikerülni. Több közelében becsapódó lövedék repeszekkel árasztotta el és többeket megsebesített. Az intenzív ködfejlesztésnek és egy esőfüggönynek köszönhetően el tudott szakadni az üldözőitől és másnap kora reggel elérte a Boszporuszt. 1916 végére a jelentős szénhiány miatt a Breslau és a Goeben már nem tudott offenzív hadműveletekben részt venni.

##### 1917–1918
1917 májusában a könnyűcirkáló a Duna torkolata előtt telepített aknamezőt. Eközben elpusztította a Fidonisi-sziget rádióállomását és ejtett 11 foglyot. Az ekkor telepített aknamezőn veszett oda az orosz Lejtyenant Zacarjonnij romboló június 30-án. Míg a Breslau a tengeren volt, addig egy orosz tengeri haderő soraiban az Imperatrica Jekatyerina Velikajával (amit ekkorra már Szvobodnaja Rosszijára kereszteltek át) támadást hajtott végre a Boszporusz ellen. A ide hazatérőben lévő Breslaut az oroszok észlelték és megpróbálták elvágni a bázisától. A kikötő felé nagy sebességgel tartó könnyűcirkáló körül sorra csapódtak be a Szvobodnaja Rosszija sortüzeinek lövedékei. A Gnyevnij romboló igyekezett támadást intézni ellene, de a 15 cm-es ágyúk elüldözték és végül sértetlenül tudott visszatérni. Ez volt a korábbi német hajók utolsó összecsapása az oroszokkal a háború során.
November 1-én a Breslau elhagyta a Boszporuszt, hogy orosz hadihajók után kutasson. Az oroszok észlelték a könnyűcirkáló kihajózását és Szvobodnaja Rosszija és az új Volja csatahajókkal támadást terveztek indítani ellene, de a Szvobodnaja Rosszija fedélzetén kitört lázadás miatt nem tudták elfogni és a Breslau aznap éjjel visszatérhetett a kikötőbe.

1918. január 20-án a Breslau a Goebent kísérve elhagyta a Dardanellákat Hubert von Rebeur-Paschwitz altengernagy vezetésével, aki előző szeptemberben váltotta Souchont a török flotta élén. Rebeur-Paschwitz azt tervezte, hogy a hajói bevetésével erőket von el a palesztinai frontról és ezzel segíti az ottani török erőket. A tengerszoros előtt a két hajójával meglepte és elsüllyesztette a lehorgonyozva Imbrosznál álló Raglan és M28 brit monitorokat. A németek számára megkönnyítette ezt az, hogy a biztosításukra rendelt csatahajó nem volt a közelben. Rebeur-Paschwitz ezután úgy döntött, hogy a közeli Mudrosz kikötőjéhez megy tovább. Itt a brit Agamemnon csatahajó fűtötte fel a kazánjait, hogy megtámadja a felbukkanó ellenséges hajókat. Mudrosz felé tartva azonban a Breslau öt aknára is ráfutott és elsüllyedt. A Goeben is ráfutott három aknára és partra kellett futtatni, hogy elkerüljék az elsüllyedését. A Breslau legénységéből 330 fő veszítette életét,  162 túlélőt brit rombolók mentettek ki. Hildebrand, Röhr és Steinmetz szerzők szerint csak 133 túlélőt mentettek ki.

## Parancsnokok
| 1912 május – 1913 szeptember  | Leberecht von Klitzing fregattkapitány                |
| 1913 május – 1913 augusztus   | Wilfried von Loewenfeld sorhajóhadnagy(képviseletben) |
| 1913 október – 1915 január    | Paul Kettner fregattkapitány                          |
| 1915 január-február           | Rudolf Madlung korvettkapitány                        |
| 1915 február-augusztus        | Leberecht von Klitzing sorhajókapitány                |
| 1915 szeptember – 1917 július | Wolfram von Knorr korvettkapitány                     |
| 1917 augusztus – 1918 január  | Georg von Hippel fregattkapitány/sorhajókapitány      |

## Függelék

### ABreslauállítólagos háború előtti aknái
Röviddel a háború előtt, a Szkutari előtti közös szárazföldi szolgálat végeztével a Breslau parancsnoka meghívót küldött a brit Defence cirkáló tisztjeinek. A látogatásra Fawcet Wray kapitány, a brit cirkáló parancsnoka három tisztet jelölt ki. Alább egyikük meglehetősen furcsa tartalmú jelentésének egy részlete olvasható, amit – a forrás szerint – közvetlenül a visszatérése után tett a parancsnokának.

„ „…ahogy a minket visszaszállító csónakra vártunk, a vendéglátóm megragadott a karomnál fogva és áttuszkolt engem az egyik válaszfal vászonponyváján. Itt nagy meghökkenésemre a tat mindkét oldalán síneket láttam, melyeken kis kocsik voltak, rajtuk aknákkal. Ebben a pillanatban ért ide a német parancsnok, rikoltva és kiabálva megragadta hátulról a vendéglátóm nyakát, én meg nem hiszem hogy valaha is olyan gyorsan leértem volna a csónakunkhoz, mint ekkor.””

A történet valóságalapja annyi lehet, hogy a Breslau alkalmas volt aknák szállítására és a háború alatt végrehajtott is aknatelepítési feladatokat, de békeidőben, a Földközi-tengeren tett cirkálóútjain nem volt felszerelve velük. A beszámolót az események után jó 80 évvel később íródott Geoffrey Miller-féle könyv kritika nélkül közölte le, sőt pár sorral lejjebb cinikusan még meg is jegyzi, hogy a fedélzetre később látogató hölgyvendégnek, Edith Durhamnek a hajó körbejárásakor a hajóparancsnok kerülte megmutatni az aknákat.

### ABreslauelsüllyedése – túlélők beszámolói alapján
A tüzértiszt, von Nordeck sorhajóhadnagy és van Ofen matróz a következőképpen emlékezett vissza a könnyűcirkáló pusztulására:

„„Lent a hajó gyomrában a kármentesítők (Lecksicherungsdienst) munkába álltak. Ácsok és fűtők az első tiszt, Homeyer sorhajóhadnagy és hű segítői Becker főgépész és Gebhardt főács (Oberzimmermannsmaat) irányítása mellett igyekeznek megállapítani a károkat és a szükséges intézkedéseket megtenni. A futár a hídra érkezik. „Detonáció a hátsó részen, I. részleg víz alatt, hajólapát és jobb oldali hajtómű használhatatlan”, áll a cetlin amit hoz. A legrosszabb félelmeink váltak valóra, a „Breslau” a legsebezhetőbb helyen szenvedte el a találatot. De még nem volt elég, minden oldalról felhangzanak a jelentések új, a vízben tisztán kivehető aknákról. Míg a parancsnok immár csak az egyik hajtóműre hagyatkozva keresi a kiutat az aknamezőből, a hajó minden részében ismét megemelkedik. Ezúttal egyből két találat okozza ezt, közvetlenül egymást követve. „A két hátsó fűtőterem és a bal oldali gépterem!”, jelentik, amihez hozzáteszik még, hogy „Vízbetörés és gőzveszély, a túlélők elhagyták a termet.” Akaratlanul is a fűtőtermekben és géptermekben, a lőszerraktárakban és a tórpedóteremben nehéz feladatukat végzőkre terelődik a gondolatunk, akik továbbra is végzik a munkájukat tekintet nélkül arra, hogy körülöttük aknák robbannak fel. így kívánja a közös érdek. A „Breslau” már teljesen mozdulatlan, lassan kezd a bal oldalára dőlni és a tatja lassan lejjebb süllyed. Ennek ellenére tüzelnek a géppuskák és az ágyúk, a lövészszakasz még egyszer fellép az ellenséges repülőgépek ellen, melyek minden irányból ereszkednek alá és dobják le a bombáikat. Többen súlyosan megsérülnek, egyeseket a felismerhetetlenségig széttépnek a bombák, másokat a robbanások lökéshulláma vet a tengerbe. Az orvosok és szanitécek teljesen le vannak terhelve. A hajó már menthetetlen. A tutajokat és mindent, amire a legénységnek még szüksége lehet, a tengerbe dobnak. A derék csónakmesterünk (Bootsmann) de Trignis korvetthadnagy (Leutnant zur See), akit még ebben a nehéz órában sem hagyott el az örök humora, nyugodtan adja ki az utasításait és közben a fedélzeten osztja ki a nagy parafamellényeket, melyeket tegnap előrelátóan a hajó különböző helyein helyeztetett készenlétbe. Legfőbb ideje, mivel újabb robbanások rázták meg a súlyosan sérült hajót és a cirkáló erősen megdőlt balra. Nincs kétség afelől, hogy itt van számára a vég. Az utolsó parancs hallatszik a fedélzeten: „Mindenki hajóról.” („Alle Mann aus dem Schiff.”) Én két bajtársammal lecsúszom a hajó oldalán a vízbe. Legelőször is igyekszünk amilyen gyorsan csak lehet eltávolodni, hogy a hírhedt örvényt elkerüljük.

Ezután egy megragadó látvány tárul elénk. A cirkáló csaknem függőlegesen áll, az orrával meredeken az égbe mutatva. Másodpercekig mozdulatlanul áll.

„Három hurrá az öreg hajónknak és hazánknak” hallatszott a parancsnokunk hangja a víz felett, és a legénység morajló hurrái közepette az S. M. S. „Breslau” alámerült a mélybe. Felejthetetlenül mindazoknak, akik ezt átélték.

A pillanat hangulata hazafias dalokban oldódik fel, egy valaki rákezd és mindenki csatlakozik, majd egy hazáról szóló dal következik és mire én valamelyest megállapodom, még sokáig visszhangzik a fülemben: „in der Heimat, in der Heimat, da gibts ein Wiedersehen.” De lassan csendesebb lesz [a társaság], a víz hideg, egyik fej a másik után merül alá, számukra bármilyen segítség későn jön már. Amikor később gyülekezünk, a legénység kétharmada hiányzik már, köztük a parancsnok, az első tiszt, a navigációs tiszt, von Sell báró; a hű 25 török fegyvertársunk közül is csak néhányat mentenek ki.””

## Fordítás
- Ez a szócikk részben vagy egészben  a   SMS Breslau című angol Wikipédia-szócikk ezen változatának fordításán alapul.  Az eredeti cikk szerkesztőit annak laptörténete sorolja fel. Ez a jelzés csupán a megfogalmazás eredetét és a szerzői jogokat jelzi, nem szolgál a cikkben szereplő információk forrásmegjelöléseként.
- Ez a szócikk részben vagy egészben  a   SMS Breslau című német Wikipédia-szócikk ezen változatának fordításán alapul.  Az eredeti cikk szerkesztőit annak laptörténete sorolja fel. Ez a jelzés csupán a megfogalmazás eredetét és a szerzői jogokat jelzi, nem szolgál a cikkben szereplő információk forrásmegjelöléseként.